# Świadkowie Jehowy w Malezji
Świadkowie Jehowy w Malezji – społeczność wyznaniowa w Malezji, należąca do ogólnoświatowej wspólnoty Świadków Jehowy, licząca w 2023 roku 5645 głosicieli, należących do 119 zborów. Na dorocznej uroczystości Wieczerzy Pańskiej w 2023 roku zgromadziły się 11 982 osoby. Biuro Krajowe, koordynujące działalność miejscowych głosicieli oraz w krajach, w których działalność podlega prawnemu zakazowi: w Brunei i Singapurze, znajduje się w Malakce.

## Historia

### Początki
27 stycznia 1912 roku Charles Taze Russell wygłosił przemówienie na Penangu. W tym samym roku działalność kaznodziejską na terenie dzisiejszej Malezji rozpoczęli współwyznawcy z Indii, a w 1923 roku również ze Sri Lanki (ówczesnego Cejlonu).
W roku 1930 dołączyła do nich grupa z Australii. Pięć lat później misjonarze z łodzi Towarzystwa Strażnica – Lighhtbearer („Nosiciel światła”) – upowszechniali wyznanie w głównych portach. W 1937 roku do pomocy przybyli niemieccy współwyznawcy – rozpowszechniono wówczas 50 tysięcy publikacji Świadków Jehowy w ponad 20 językach. Działalność prowadzili również Claude S. Goodman i Ronald Tippin współwyznawcy z Wielkiej Brytanii. W roku 1940 w całej Malezji i w Singapurze działało 16 głosicieli, a rok później już 36.

### Rozwój działalności
W marcu 1947 roku w Singapurze ze Świadkami Jehowy z Malezji spotkali się Nathan H. Knorr i Milton G. Henschel z nowojorskiego Biura Głównego. Przybyli także pierwsi misjonarze, absolwenci Biblijnej Szkoły Strażnicy – Gilead. W roku 1950 założono zbór w Ipoh. Rozpoczęto działalność w regionie Sabah i Kota Kinabalu, gdzie potem powstało kilka zborów. Następni misjonarze przybyli w 1951 roku, rozpoczynając działalność w Kuala Lumpur i w Penangu. Władze lokalne nałożyły w tym samym roku różne ograniczenia na działalność Świadków Jehowy, dlatego współwyznawcy z całego świata pisali petycje w tej sprawie do władz brytyjskich i lokalnych. Doprowadziło to do zniesienia restrykcji. W 1956 roku Nathan H. Knorr przemawiał do singapurskich i malezyjskich Świadków Jehowy. W 1957 roku kolejni misjonarze rozpoczęli działalność w Kuchingu i Kota Kinabalu.
W 1960 roku otwarto Salę Królestwa w Ipoh, a w 1967 roku w stolicy. W roku 1963 powstał zbór w Tawau. Od roku 1964 pionierzy z Filipin zostali przydzieleni do pomocy misjonarzom, działającym w Malezji.
W roku 1972 otwarto Biuro Oddziału w Penangu, a liczba głosicieli wynosiła około 200. W 1975 roku Malezję odwiedził N. Knorr i Frederick Franz. Rok później zanotowano 433 głosicieli, a w roku 1980 ponad 500. Trzy lata później Biuro Oddziału przeniesiono do Klang, a w roku 1995 do miasta Malakka.
W roku 1997 działalność Świadków Jehowy w Malezji została prawnie zalegalizowana. Rok później liczba głosicieli przekroczyła 2000, a w roku 2008 ponad 3250 osób. W 2011 roku przybyła kolejna grupa misjonarzy Szkoły Gilead. W 2012 roku zanotowano 4295 głosicieli, a w 2014 roku – 4803. 5 września 2014 roku ogłoszono wydanie „Chrześcijańskich Pism Greckich w Przekładzie Nowego Świata” w języku malajskim. W listopadzie 2015 roku delegacja Świadków Jehowy z Malezji brała udział w kongresie specjalnym pod hasłem „Naśladujmy Jezusa!” w tajlandzkim Chiang Mai. W roku 2016 przekroczono liczbę 5000 głosicieli. W 2017 roku wydano całe Pismo Święte w Przekładzie Nowego Świata w języku malajskim. W dniach od 17 do 19 listopada 2017 roku w indonezyjskiej Dżakarcie odbył się kongres specjalny pod hasłem „Nie poddawaj się!” z udziałem delegacji z Malezji. W 2021 roku osiągnięto liczbę 5640 głosicieli, a na uroczystości Wieczerzy Pańskiej zebrało się 14 430 osób.
W Petaling Jaya znajduje się jeden z 17 ośrodków szkoleń biblijnych na świecie.
5 czerwca 2022 roku ogłoszono wydanie Chrześcijańskich Pism Greckich w Przekładzie Nowego Świata (Nowego Testamentu) w języku iban. Językiem tym posługuje się 486 głosicieli należących do 10 zborów, 2 grup i 1 grupy pilotażowej. W 2024 roku delegacja z Malezji brała udział w kongresie specjalnym pod hasłem „Głośmy dobrą nowinę!” na Fidżi.
Zebrania zborowe odbywają się w językach: malajskim, angielskim, birmańskim, chińskim, iban, indonezyjskim, japońskim, koreańskim, nepalskim, tagalskim, tamilskim, wietnamskim i malezyjskim migowym.